# Tân Vạn
Tân Vạn là một phường cũ thuộc thành phố Biên Hòa, tỉnh Đồng Nai, Việt Nam.

## Địa lý
Tân Vạn nằm ở hữu ngạn sông Đồng Nai, trước đây là một xã vùng ven của thành phố Biên Hòa, đến năm 1984 được chuyển thành phường cho phù hợp với cơ cấu kinh tế xã hội của địa phương.
- Phía đông giáp phường An Bình
- Phía đông bắc giáp phường Hiệp Hòa qua sông Đồng Nai
- Phía tây và phía nam giáp tỉnh Bình Dương
- Phía bắc giáp phường Bửu Hòa.

Phường có diện tích 4,36 km², dân số năm 2024 là 17.768 người, mật độ dân số đạt 4075 người/km².

## Hành chính
Phường Tân Vạn chia ra 4 khu phố: 1, 2, 3, 4.
Khu phố 1: 10 tổ dân phố với 402 hộ tổng cộng 2,492 người
Khu phố 2: 18 tổ dân phố với 635 hộ tổng cộng 3,488 người
Khu phố 3: 15 tổ dân phố với 530 hộ tổng cộng 3,148 người
Khu phố 4: 16 tổ dân phố với 842 hộ tổng cộng 4,511 người